# Retegal

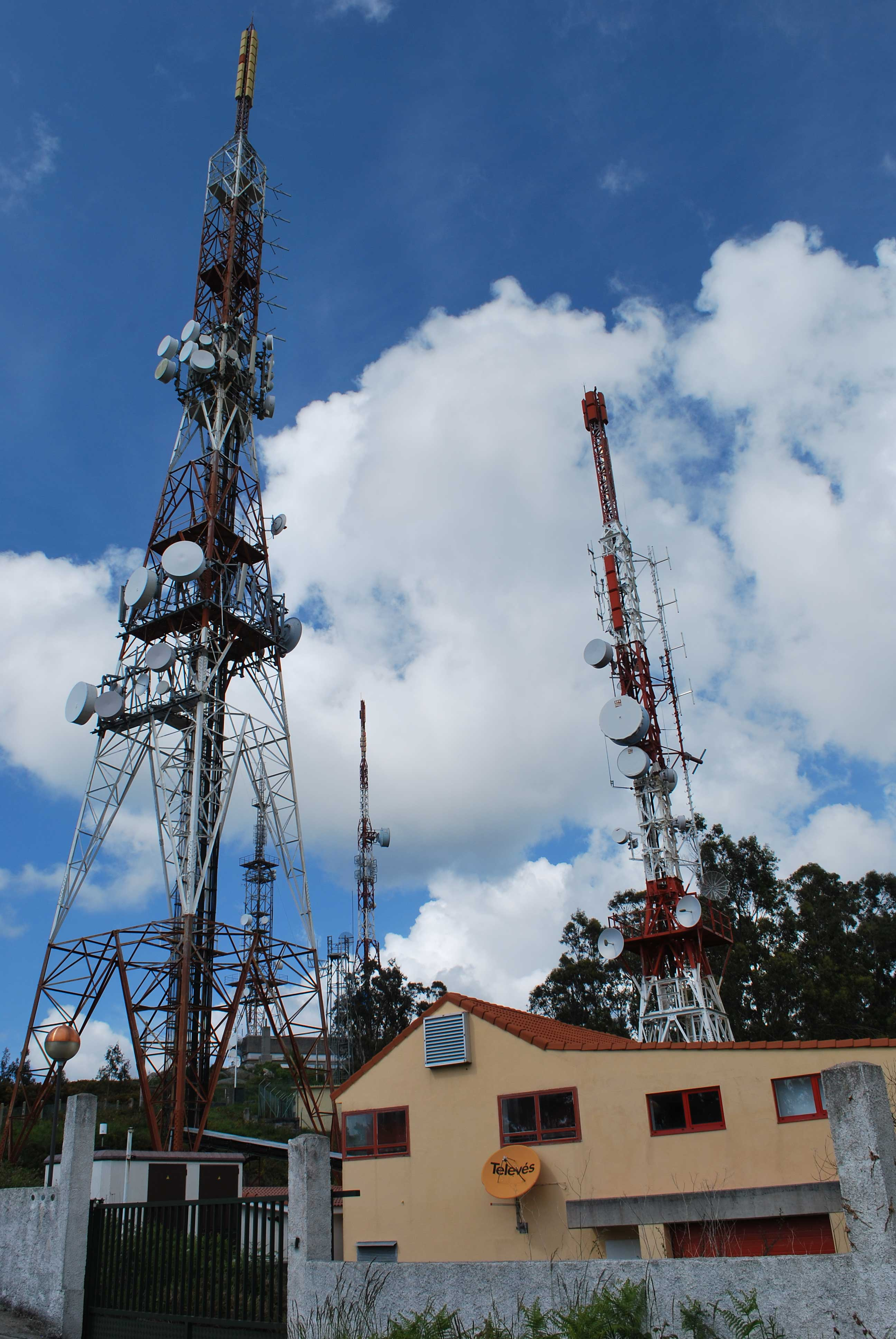
Retegal em Bailadora, Ares.

Retegal, Redes de Telecomunicación Galegas S.A, é uma empresa pública de propriedade da Junta da Galiza com sede em Santiago de Compostela.

## História
A empresa pública criada pelo Decreto 58/1997, de 20 de dezembro. A Retegal gere e explora as infra-estruturas de telecomunicações da Junta da Galiza. A Retegal distribui o sinal da CRTVG na Galiza. As suas infra-estruturas também são empregadas em aluguel por outros operadores de telecomunicações.

## Infra-estrutura
A Retegal tem mais de 140 centros de radiodifusão.